# Сара Мария Безген
Сара Мария Безген (на немски: Sarah Maria Besgen) е германска актриса, модел и фотографка. Известна е с ролите си в телевизионните серийни поредици Verbotene Liebe (2000 – 2004), Rote Rosen (2006 – 2010), Alarm Für Cobra 11 – Die Autobahnpolizei (2012 и 2017) и романтичният филм Rosamunde Pilcher: Wo Dein Herz Wohnt (2018).

## Биография
Сара Безген е родена на 15 август 1979 година в Аахен, Германия. Нейна майка е художничката Анет Безген. Придобива сценичен опит още в ранна детска възраст, в Танцовия театър в Зиген. След ученическите си години тя се премества да живее в Париж, където започва да се занимава с моделиране. Завършва актьорското си обучение в Сценичното студио на изпълнителните изкуства в Хамбург през 2003 година. Продължава обучението си в класовете на Лари Мос в Берлин и Сюзън Батсън в Ню Йорк. Безген участва в ролята на Мириам Брем в теленовелата Rote Rosen. През това време тя живее предимно в Люнебург, където редовно присъства и в други филмови и телевизионни продукции. Играе на сцената на Hamburg Theater Im Zimmer под ръководството на режисьора Детлеф Алтенбек в „Тамара“. Безиген изпълнява ролята на Ншо-Чи, сестрата на Винету, на фестивал „Карл Май“ в Елспе. Това е последвано от ролята на Реджин Енгщранд в „Призраци на Хенрик Ибсен“ в театралните гостуващи представления във Фюрт, и като злата доведена сестра в продукцията на театър „Аполо“ в Зиген – Drei Haselnüsse Für Aschenbrödel.
Освен като актриса Безген работи редовно и като модел за кампаниите Red Wing Shoes, Dr. Frau Hauschka Naturkosmetik, Дойче пост, БМВ и Келвин Клайн.
От 2011 година се занимава с полароидна фотография. След три изложби в Берлин нейните творби са показвани на много други места от 2013 година насам. Създаден е и каталог, озаглавен Worldwidepolaroid.
Започва да преподава актьорско майсторство на деца и младежи. От 2012 до 2017 година работи като преподавателка в театралните школи в страната. Безген живее в Берлин, където през 2019 година ѝ се ражда син.

## Избрани изложби
- 2014: Kulturbahnhof, Kreuztal
- 2015: Lünebuch, Lüneburg
- 2015: Schauwerk, Sindelfingen
- 2016: The Art Scouts, Berlin
- 2016: Sofortbildshop, Berlin
- 2017: Wvh2, Siegen
- 2017: Red wing Store, Berlin[8][9][10]

## Филмография
- 1997: Geliebte Schwestern
- 1998: Lindenstraße
- 1998: Nathalie 3
- 1999: Für alle Fälle Stefanie
- 1999: Gute Zeiten, schlechte Zeiten
- 2003 – 2004: Verbotene Liebe
- 2004: Eine andere Liga
- 2005: SOKO Köln
- 2005: Die Tote vom Deich
- 2006: Der Mungo
- 2006 – 2008, 2009 – 2010: Rote Rosen
- 2007: Mikrofan
- 2007: Großstadtrevier
- 2008: Der Landarzt
- 2009: Küstenwache
- 2009: Die schönsten Oper aller Zeiten
- 2010: Unser Charly
- 2010: World Express
- 2010: Der Deutsche
- 2011: Entführt: Vincent
- 2011: World Express – Atemlos durch Mexiko
- 2012: Das Traumschiff – Bali
- 2012: Alarm für Cobra 11 – Die Autobahnpolizei
- 2012: Küstenwache
- 2013: Dunkler Wald
- 2013: Papa auf Probe
- 2013 – 2018: CopStories
- 2014: Divorced
- 2014: SOKO Stuttgart
- 2017: In aller Freundschaft – Die jungen Ärzte
- 2017: Alarm für Cobra 11 – Die Autobahnpolizei
- 2017: Hubert und Staller
- 2018: Inga Lindström
- 2018: Rosamunde Pilcher
- 2018: Alles oder nichts
- 2021: Unter uns